# Jesse Horner
Jesse Horner (Richmond, Virginia, 19 de enero de 1848 – Deadwood, Dakota del Sur, 21 de julio de 1889). Apodado "Holy Horner", fue un bandido del viejo oeste involucrado en atracos a bancos y trenes, llegando a formar parte de la banda criminal James-Younger, en el estado de Misuri.

## Infancia y juventud
Jesse Horner, nació el 19 de enero de 1848, hijo de Henry Thomas Horner, un próspero terrateniente de Richmond, Virginia, y Charlotte Jackson, hija de un prominente granjero del Condado de Chesterfield. Con diecisiete años su lealtad a la causa confederada le lleva a Kansas donde comete su primer asesinato. Escapa a Lexington, Misuri, enrolándose en la guerrilla de Archie Clement. 

## Guerra Civil
El 15 de mayo de 1865 lucha bajo las órdenes de Clement combatiendo a una patrulla de caballería de la Unión, en la escaramuza que tiene lugar en Lexington, Misuri, en la que Jesse James resulta gravemente herido.

## Primeros atracos
A comienzos de 1866, Clement convierte a sus hombres a una nueva profesión: ladrones de bancos, concretamente de bancos en propiedad de unionistas de Misuri. El 30 de octubre, Horner participa en el atraco del Alexander Mitchell and Company en Lexington, el golpe más famoso de la banda de Clement, en el que robaron más de 2.000$.
El 22 de mayo de 1867 junto a la banda de Clement y tras la muerte de éste, "Holy Horner" participa en el atraco a un banco en Richmond, Misuri. Durante la confrontación, tanto el alcalde como dos de sus hombres resultan muertos. Catorce meses después, el 20 de marzo de 1868 atracan el Nimrod Long Bank en Russellville, Kentucky.

## Banda de James-Younger
A raíz de las últimas incursiones, los guerrilleros con mayor antigüedad en la banda mueren o son capturados. Este hecho supone el alzamiento de los hermanos James y los hermanos Younger, así como la transformación de la vieja banda de Clement en la nueva Banda de James-Younger.
El 29 de abril de 1872, Horner colabora con la banda en el atraco a un banco de Columbia, Kentucky. El propio Horner dispara al cajero, R.A.C. Martin, por negarse a abrir la caja fuerte.
Un año después, el 27 de mayo de 1873, la banda de James-Younger roba el Ste. Genevieve Savings Association en Ste. Genevieve, Misuri. Durante la huida se produjeron disparos al aire y vítores en favor de Samuel S. Hildebrand, un famoso guerrillero confederado de la zona, recientemente muerto a balazos en Illinois.
El 21 de julio de 1873, la banda comete su primer asalto a un tren, haciendo descarrilar la locomotora del Chicago, Rock Island and Pacific Railroad cerca de Adair, Iowa. El maquinista John Rafferty muere en el accidente. La banda roba un total de 2.337$ de la caja fuerte del furgón de equipaje.
En enero de 1874, la banda protagoniza el asalto a una diligencia en Bienville Parish, Luisiana, seguido de otro en Malvern, Arkansas y un último en Hot Springs, Arkansas. Se sabe que tras realizar los distintos robos, la banda devolvió su reloj a un veterano confederado. 
El 31 de enero de 1874 asaltan el Iron Mountain Railroad en Gads Hill, Misuri. Fue la primera de las dos únicas ocasiones a lo largo de todos sus asaltos a trenes en la que los bandidos robaron a los pasajeros; en ambas ocasiones, el objetivo principal, la caja fuerte ubicada en el furgón de equipaje, guardaba una escasa fortuna. En esta ocasión, los bandidos examinaron las manos de los pasajeros para asegurarse de no robar a ningún empleado.
La Adams Express Company, propietaria de la caja fuerte robada en Gads Hill, contrató los servicios de la Agencia Nacional de Detectives Pinkerton con el fin de capturar a los bandidos. Todos los agentes que trabajaron en el caso fueron asesinados o gravemente heridos sin lograr completar su objetivo. Sus muertes agravaron la vergüenza sufrida por el gobernador demócrata de Misuri, Silas Woodson. Woodson ofreció una recompensa de 2.000$ por los asaltantes del Iron Mountain (la mayor recompensa ofrecida por criminales era de 300$) y persuadió a la legislatura del estado para que proporcionara un fondo secreto de 10 000$ con el fin de rastrear a los famosos bandidos.
La banda asalta su siguiente tren, el Kansas Pacific Railroad, cerca de Muncie, Kansas, el 8 de diciembre de 1874. Éste fue uno de los atracos más famosos de la banda, en el que se embolsaron 30.000$. Uno de los nuevos miembros, William "Bud" McDaniel fue capturado por la policía de Kansas City tras el atraco, resultando muerto por un disparo mientras trataba de escapar.
El 1 de septiembre de 1875 "Holy Horner" colabora por última vez con los James-Younger en el atraco al banco de Huntington, Virginia Occidental. Los bandidos Tom McDaniels, hermano del fallecido "Bud", y "Mad Dog" McBain resultan muertos durante el atraco. Tras este golpe, Horner escapa a Arizona.

## Rumores
El misterio que rodea al primer asesinato de Jesse "Holy" Horner nunca ha llegado desvelarse. Algunos rumores señalan a James Seddon, el entonces Secretario de la Guerra de los Estados Confederados de América como responsable del encargo. Al parecer el motivo podría ser el reciente compromiso firmado con los unionistas por parte del prosureño Thomas Johnson, político y terrateniente de Kansas. A pesar de las sospechas, la justicia nunca logró relacionar directamente a Jesse Horner con la muerte de Thomas Johnson.